# ایوان ایوانوف
ایوان ایوانوف (انگلیسی: Ivan Ivanov؛ زادهٔ ۹ مهٔ ۱۹۶۰) دوچرخه‌سوار اهل روسیه است. ایوانوف از سال ۱۹۸۹ تا ۱۹۹۳ به‌طور حرفه‌ای در مسابقات دوچرخه‌سواری شرکت میکرد.